# Liga Revelação
A Liga Revelação, também conhecida por Campeonato Nacional Sub-23, é um torneio organizado pela Federação Portuguesa de Futebol.

## Formato
Na primeira edição do torneio, catorze equipas disputam duas fases distintas. A primeira fase, composta por todos os participantes que se enfrentam duas vezes, uma na qualidade de visitante e outro na qualidade de visitado. No final da última jornada de cada fase, as seis melhores equipas qualificam-se para o "apuramento de campeão", enquanto as demais se qualificam para a fase denominada "manutenção".
Na segunda fase, as equipes transitam com metade dos pontos conquistados na fase anterior, enquanto o sistema de disputa permanece o mesmo.

### Desempates
Em casos das equipes se encontrarem em igualdades no final da última jornada de cada fase, os seguintes critérios e preferências são utilizados como desempates:
- Pontos obtidos pelos clubes empatados nos jogos que realizaram entre si na fase específica;
- Diferença entre os golos marcados e os golos sofridos;
- A maior diferença entre os golos marcados e os golos sofridos;
- O maior número de vitórias obtidas;
- O maior número de golos marcados;
- O maior número de golos sofridos;

Após a aplicação, se a igualdade ainda subsistir, os seguintes critérios são adotados:
- Dois clubes empatados:
  - Um jogo disputado em estádio neutro;
  - Prolongamento de 30 minutos;
  - Pontapés da marca de grande penalidade
- Mais de dois clubes empatados:
  - Uma competição composta pelos clubes empatados, na qual jogaram entre si apenas uma vez e em estádio neutro.

## Vencedores
| Ano     | Campeão                            | Vice-campeão                       |
| ------- | ---------------------------------- | ---------------------------------- |
| 2018-19 | Desportivo das Aves                | Sporting CP                        |
| 2019-20 | Não se realizou devido ao covid-19 | Não se realizou devido ao covid-19 |
| 2020-21 | Estoril Praia                      | Leixões SC                         |
| 2021-22 | Estoril Praia                      | SL Benfica                         |
| 2022-23 | CF Estrela da Amadora              | Estoril Praia                      |
| 2023-24 | Estoril Praia                      | Sporting CP                        |
| 2024-25 | Estoril praia                      | Sporting CP                        |

## Títulos por clube
| Clube                 | Campeão | Vice-campeão | Anos (Campeão)                    | Anos (Vice-campeão) |
| --------------------- | ------- | ------------ | --------------------------------- | ------------------- |
| Estoril Praia         | 4       | 1            | 2020-21, 2021-22, 2023-24 2024-25 | 2022-23             |
| Desportivo das Aves   | 1       | 0            | 2018-19                           | -                   |
| CF Estrela da Amadora | 1       | 0            | 2022-23                           | -                   |
| Sporting CP           | 0       | 2            | -                                 | 2018-19, 2023-24    |
| Leixões SC            | 0       | 1            | -                                 | 2020-21             |
| SL Benfica            | 0       | 1            | -                                 | 2021-22             |